# 猪苗代城
猪苗代城（いなわしろじょう）は、福島県耶麻郡猪苗代町にあった日本の城。別名亀ヶ城。福島県指定史跡。

## 歴史・沿革

### 中世
文治5年（1189年）の奥州合戦での戦功により、佐原義連は会津4郡を与えられた。その子・盛連の長男・大炊助経連は耶麻郡猪苗代を領して、猪苗代氏を称したと伝えられる。一方、旧仙台藩藩主・伊達家の『伊達世臣家譜』によれば、経連は、宝治2年（1248年）3月、将軍・藤原頼嗣に仕え、会津猪苗代麻谷庄5000余町を与えられ、猪苗代氏を称したという。
『会津温故拾要抄』、『耶麻郡誌』では、建久2年（1191年）、佐原経連が猪苗代八手山城を築き、亀ヶ城と称したとしている。しかし、『新編会津風土記』では、八手山館は白津の東北東の根岸山というところにあったとしており、『猪苗代町史』では、猪苗代城（亀ヶ城）と八手山館は別個のものとしている。築城時期も、宝治元年（1247年）の宝治合戦以降とみるべきと指摘している。
会津盆地を治めていた蘆名氏も佐原義連の血統で、猪苗代氏とは同族である。猪苗代氏は本家・蘆名氏に対しては、反逆と従属を何度も繰り返し、最終的には、天正17年（1589年）の摺上原の戦いの直前に、当時の当主・猪苗代盛国が伊達政宗に内応し、蘆名氏を滅亡に追い込むこととなった。豊臣秀吉の奥州仕置によって伊達氏が会津を離れると、盛国も猪苗代を離れ、約400年に及ぶ猪苗代氏の支配が終焉した。

### 近世
その後、会津領主は蒲生氏郷、上杉景勝、蒲生秀行、蒲生忠郷、加藤嘉明、加藤明成と続く。猪苗代城は会津領の重要拠点として、江戸幕府の一国一城令発布の際もその例外として存続が認められ、それぞれの家中の有力家臣が城代として差し置かれていた。
蒲生氏郷のとき、同城には蒲生郷安が入った。九戸の乱の平定後、同城には、玉井貞右が入った。
慶長3年（1598年）1月、上杉景勝が会津に移封されると、同5年（1600年）春、今井源右衛門国広（または国清）が同城に入るが死去。後任として水原親憲が福島城から移った。
関ヶ原の戦い後、蒲生秀行が再入部すると、猪苗代城には関一利が7500石で入った。一利は、秀行が取り立てた岡重政と対立して、慶長14年（1609年）3月、蒲生家を去った。 関一利の後は、この岡重政が同城に入ったが、慶長18年（1613年）12月、駿府で死罪となった。
蒲生秀行時代の城代・岡左内は熱心なキリシタンとして知られ、猪苗代でもキリスト教を奨励していたが、彼の死後、江戸幕府のキリシタン弾圧政策によって猪苗代でも弾圧が行われた。
寛永20年（1643年）に保科正之が会津藩主となると、猪苗代城には城代が置かれ、また、正之の死後はその墓所（正之は城の北、土津神社に葬られた）の守護という重要な役目も担った。

### 幕末
慶応4年（1868年）の戊辰戦争の際、母成峠の戦いで西軍（薩摩藩・長州藩など）が東軍（会津藩・新撰組など）を破って、会津領へ侵入すると、当時の城代・高橋権大夫は城を焼き払って若松へ撤退し、建物は全て失われ、ここに猪苗代城の城としての役割は終わった。

### 近現代
戊辰戦争後、猪苗代城跡地は荒廃したままの状態だったが、明治38年（1905年）に小林助治ら町内の有志が日露戦争の戦勝記念として桜やツツジを植樹し、東屋や観月橋を公園として整備した。現在も春になると、花見でおおいに賑わっている。また、野口英世は幼少時代に城跡でたびたび友人と遊んでいたという。
平成13年（2001年）、城跡は「猪苗代城跡 附鶴峰城跡」として福島県指定史跡に指定された。

## 構造
猪苗代城は、街の中心部の小高い丘に築かれた平山城で南北250メートル、東西200メートル、比高差30メートルの規模をもつ。現在は、本丸・二の郭・帯郭・石垣・土塁・空堀が残り、保存状態が比較的良好である。構造は、丘の最上部の平坦地が本丸で周囲は土塁で囲まれており、その南側の一段下がったところが二の郭、さらに南に下ったところに南帯郭、本丸北と西の一段下った箇所に北帯郭と西帯郭がある。大手口は城の東麓部分で、ここには石垣を利用した巨大な枡形虎口が造られている。なお、この大手口の石垣は穴太積（あのうづみ）という技法が用いられていることから、蒲生氏によって造営されたと思われる。

## 城周辺

### 鶴峰城
猪苗代城の北西の丘陵は鶴峰城と呼ばれる城跡である。土塁や空堀、石塁等の遺構が残されている。史料から推察すると、猪苗代氏の隠居城として用いられたと思われる。猪苗代城が近世以降も城として使用されたために、近世城郭へ改変されているのに比べ、鶴峰城は猪苗代氏が去った後は廃城となったため、戦国時代の城郭の構造をそのまま現在に伝えている。